# 陽真県
陽真県（ようしん-けん）は、中華人民共和国山西省にかつて存在した県。現在の太原市南部に相当する。
隋代の590年（開皇10年）に設置される。大業初年に廃止された。